# Scleropages
A Scleropages a sugarasúszójú halak (Actinopterygii) osztályának elefánthalak (Osteoglossiformes) rendjébe, ezen belül a csontosnyelvűek (Osteoglossidae) családjába tartozó nem.

## Rendszerezés
A nembe a FishBase szerint az alábbi 4 faj tartozik:
- ázsiai csontnyelvű hal (Scleropages formosus) (Müller & Schlegel, 1844)
- Scleropages inscriptus Roberts, 2012
- Scleropages jardinii (Saville-Kent, 1892)
- Scleropages leichardti Günther, 1864 - típusfaj

Az ázsiai csontnyelvű hal három szinonimáját, melyek különböző színváltozatokat fednek, egyes halbiológusok külön, önálló fajoknak tekintik.
- Scleropages aureus Pouyaud, Sudarto & Teugels, 2003
- Scleropages legendrei Pouyaud, Sudarto & Teugels, 2003
- Scleropages macrocephalus Pouyaud, Sudarto & Teugels, 2003